# Präsidentschaftswahl in den Vereinigten Staaten 1848
Die 16. Wahl des Präsidenten der Vereinigten Staaten fand am 7. November 1848 statt. Als Wahlsieger ging der Whig-Kandidat Zachary Taylor hervor. Die Gegenkandidaten waren: Lewis Cass (Demokraten) und Martin Van Buren (Free Soil Party). Taylor übernahm damit die Nachfolge des Demokraten James K. Polk, der auf eine Kandidatur für eine zweite Amtsperiode verzichtet hatte.
Diese Wahl war die erste, die landesweit am selben Tag abgehalten wurde, und bis auf den heutigen Tag die letzte, in der der Kandidat einer anderen Partei als der Demokraten oder der Republikaner obsiegte.

## Kandidaten

### Demokratische Partei
Demokratische Kandidaten:

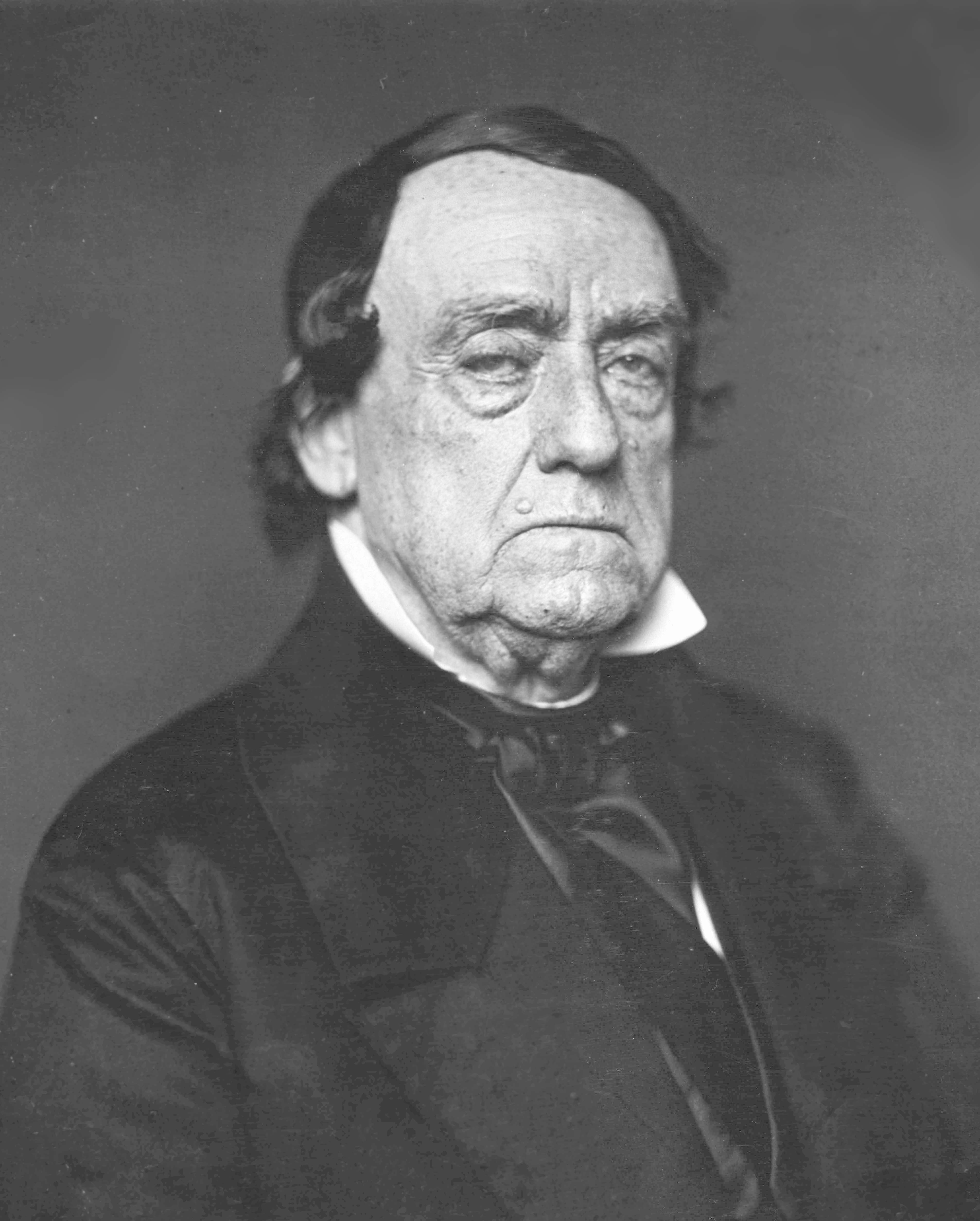
Senator Lewis Cass
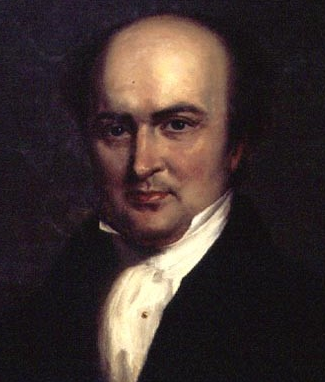
Verfassungsrichter Levi Woodbury
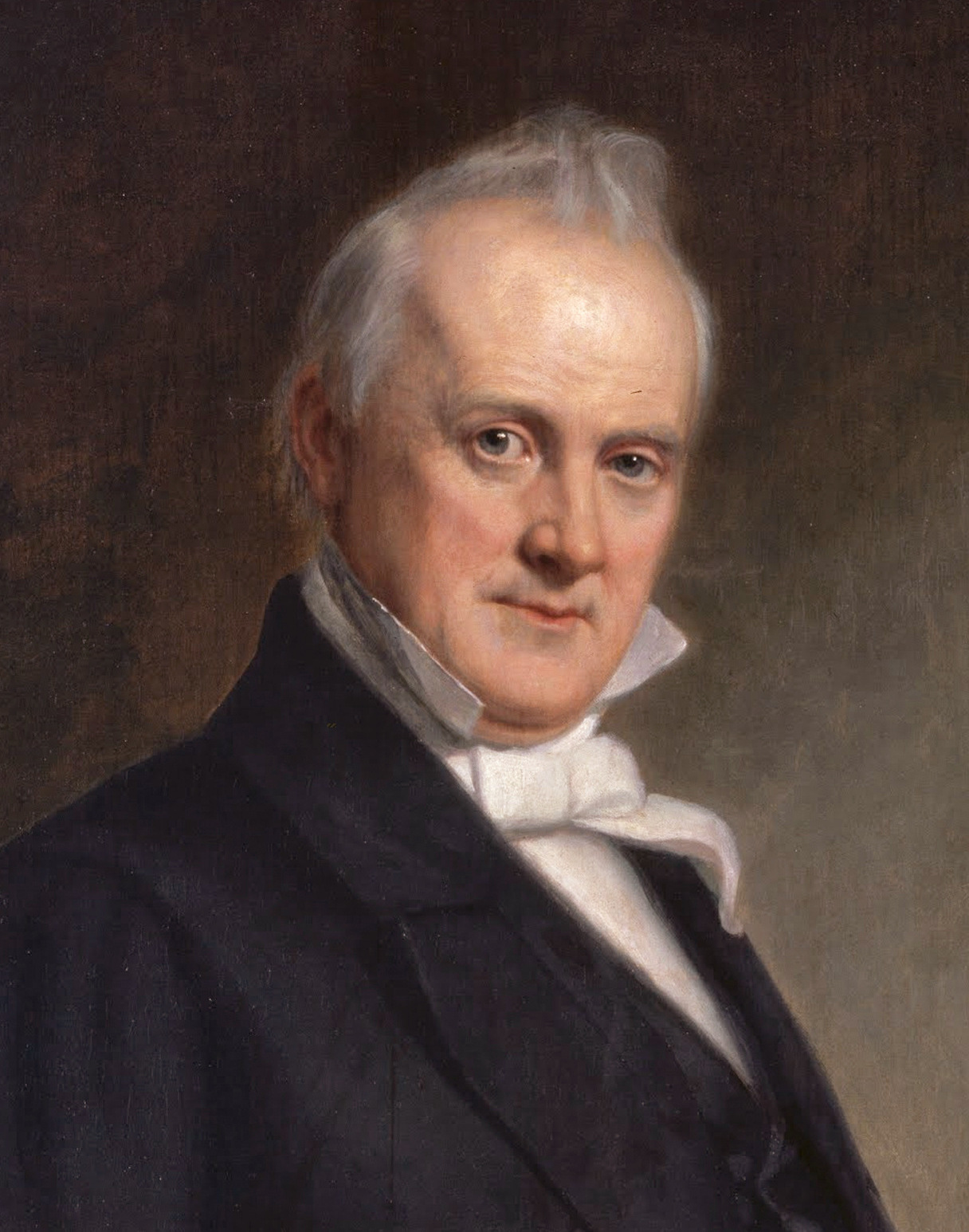
Außenminister James Buchanan
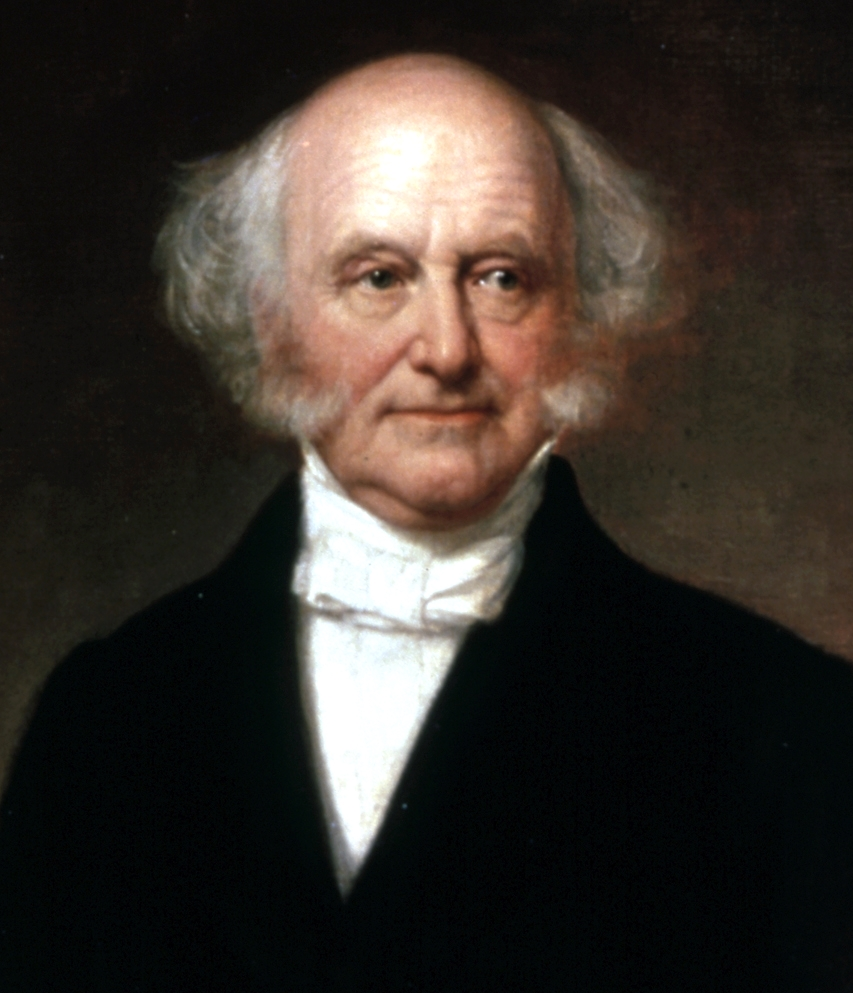
Ex-Präsident Martin Van Buren

Die Demokraten hielten ihren Nominierungsparteitag im Mai 1848 in Baltimore ab. Da der amtierende Präsident James K. Polk sowohl seine wesentlichen politischen Ziele wie die Eroberung weitere Territorien im Westen des Kontinents erreicht, wie auch mit zunehmend gesundheitlichen Problemen zu kämpfen hatte, verzichtete er auf eine mögliche Wiederwahl. Wie schon vier Jahre zuvor strebte der ehemalige Präsident Martin Van Buren erneut die Kandidatur seiner Partei an (Van Buren war von 1837 bis 1841 US-Staatsoberhaupt; unterlag jedoch 1840 dem Whig William Henry Harrison bei seiner Kandidatur für eine zweite Amtsperiode). Allerdings gelang es Van Buren erneut nicht, eine ausreichende Zahl der Delegierten hinter sich zu bringen. Stattdessen trat er als Bewerber der Free Soil Party, einer Splitterpartei, an. Die Demokraten stellten schließlich den Senator Lewis Cass auf, der sich unter anderen gegen den Außenminister und späteren Präsidenten James Buchanan durchsetzen konnte. Der General William Orlando Butler wurde Vizepräsidentschaftskandidat.

### Whigs
Kandidaten der Whigs:

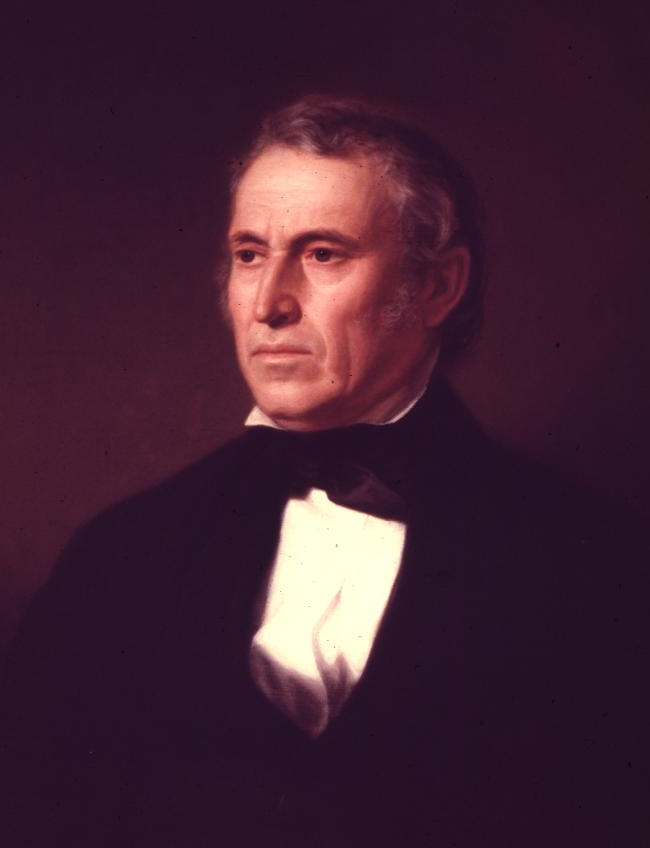
General Zachary Taylor
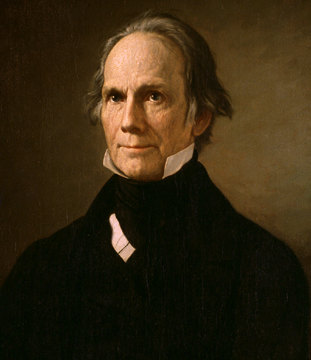
Senator Henry Clay
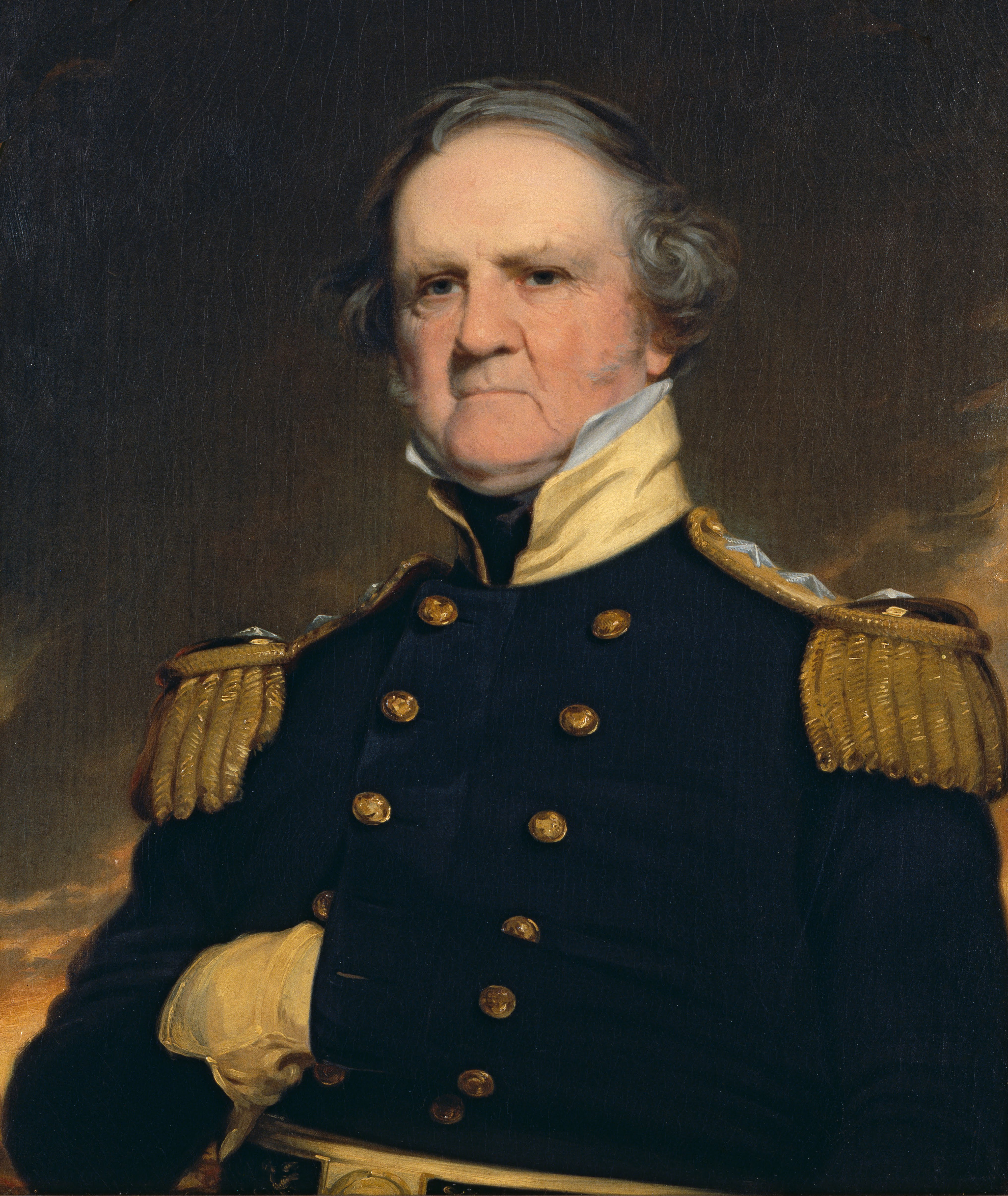
General Winfield Scott
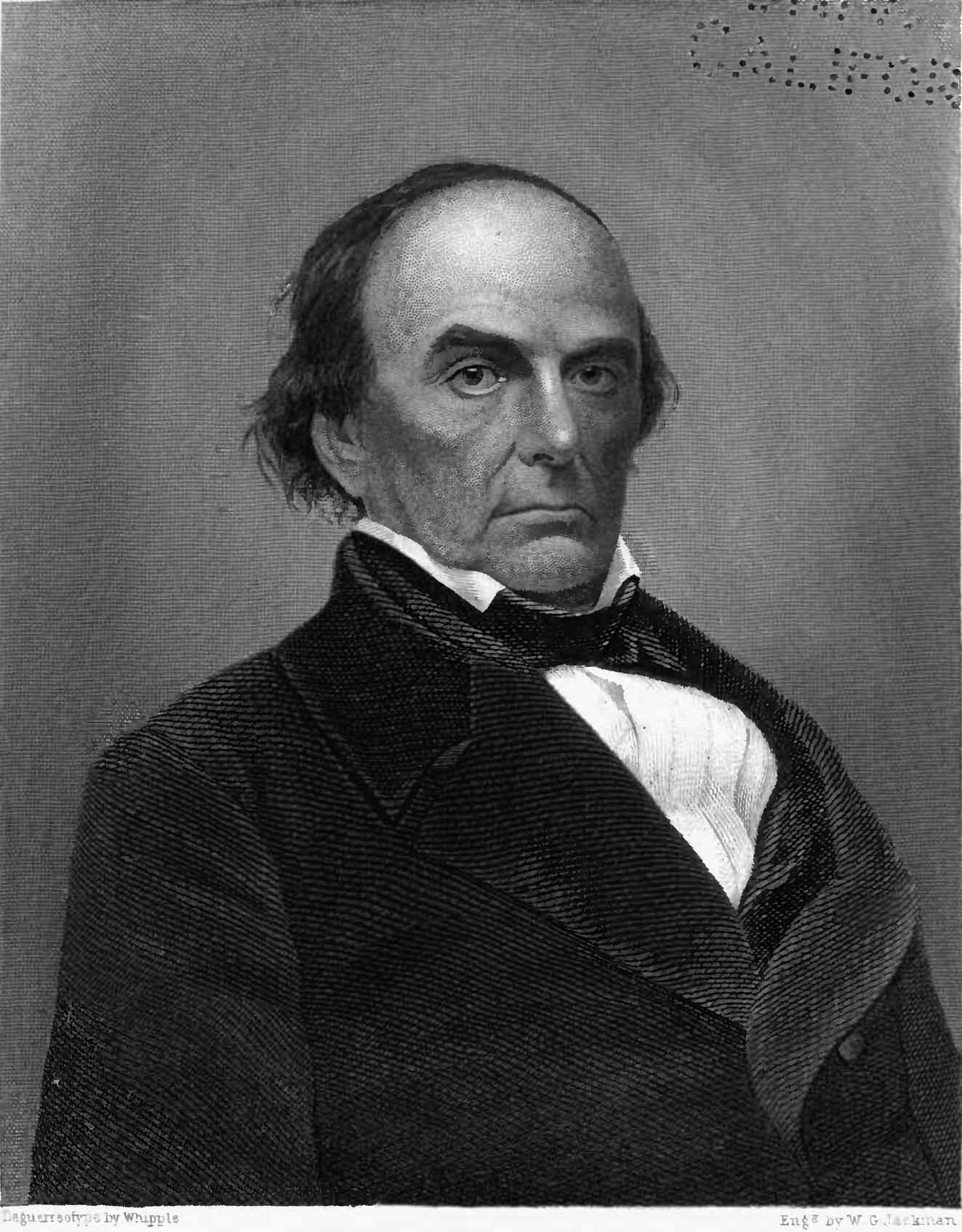
Senator Daniel Webster

Die Whigs sahen keinen Gewinn darin, erneut ihren prominentesten Politiker, den Senator Henry Clay, aufzustellen. Dieser kandidierte bereits 1824, 1832 und 1844 vergeblich für die Präsidentschaft. Die Delegierten auf dem im Juni 1848 in Philadelphia stattfindenden Nominierungsparteitag der Whigs entschieden sich im vierten Wahlgang für den populären General aus dem Mexikanisch-Amerikanischen Krieg Zachary Taylor als Kandidaten. Wie damals als angemessen betrachtet, war er selbst als Kandidat auf der Whig National Convention nicht anwesend. Auch die Demokraten konnten sich eine Kandidatur Taylors vorstellen; der erklärte jedoch, mehr den Whigs zugeneigt zu sein. Obwohl der General zuvor nicht politisch in Erscheinung trat, versuchte man so den Wahlerfolg von 1840 zu wiederholen, als die Whigs mit William Henry Harrison einen beliebten militärischen Befehlshaber aufgestellt hatten. Taylor, der sich zuvor auch gar nicht aktiv um das Präsidentenamt bemüht hatte, siegte auf dem Parteitag neben Clay auch über den Senator Daniel Webster und den General Winfield Scott. Als Kandidat für das Amt des Vizepräsidenten wurde Millard Fillmore nominiert. Dieser sollte insbesondere Wähler für die Whigs aus seinem Heimatbundesstaat New York ansprechen. Die wichtigsten Unterstützer für Taylors Nominierung und den späteren Wahlkampf waren John J. Crittenden, der als Königsmacher innerhalb der Whigs galt und zeitgleich die Wahl zum Gouverneur von Kentucky bestritt, der Parteiführer New Yorks, Thurlow Weed, und Thomas Ewing in Ohio.

### Free Soil Party
Kandidaten:

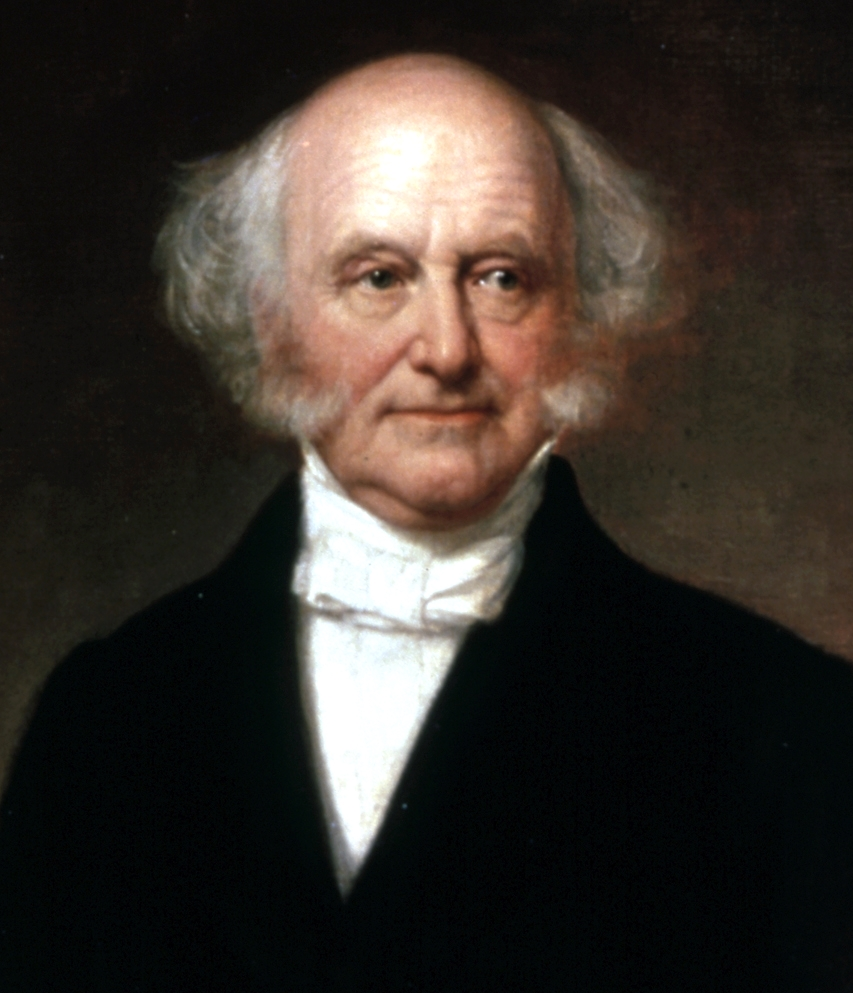
Ex-Präsident Martin Van Buren

Für die Free Soil Party trat der ehemalige demokratische Präsident Martin Van Buren an. Ziel der Freesoilers war es unter anderem, die Ausbreitung der Sklaverei in den neu hinzugekommenen Bundesstaaten zu verhindern.

## Wahlkampf

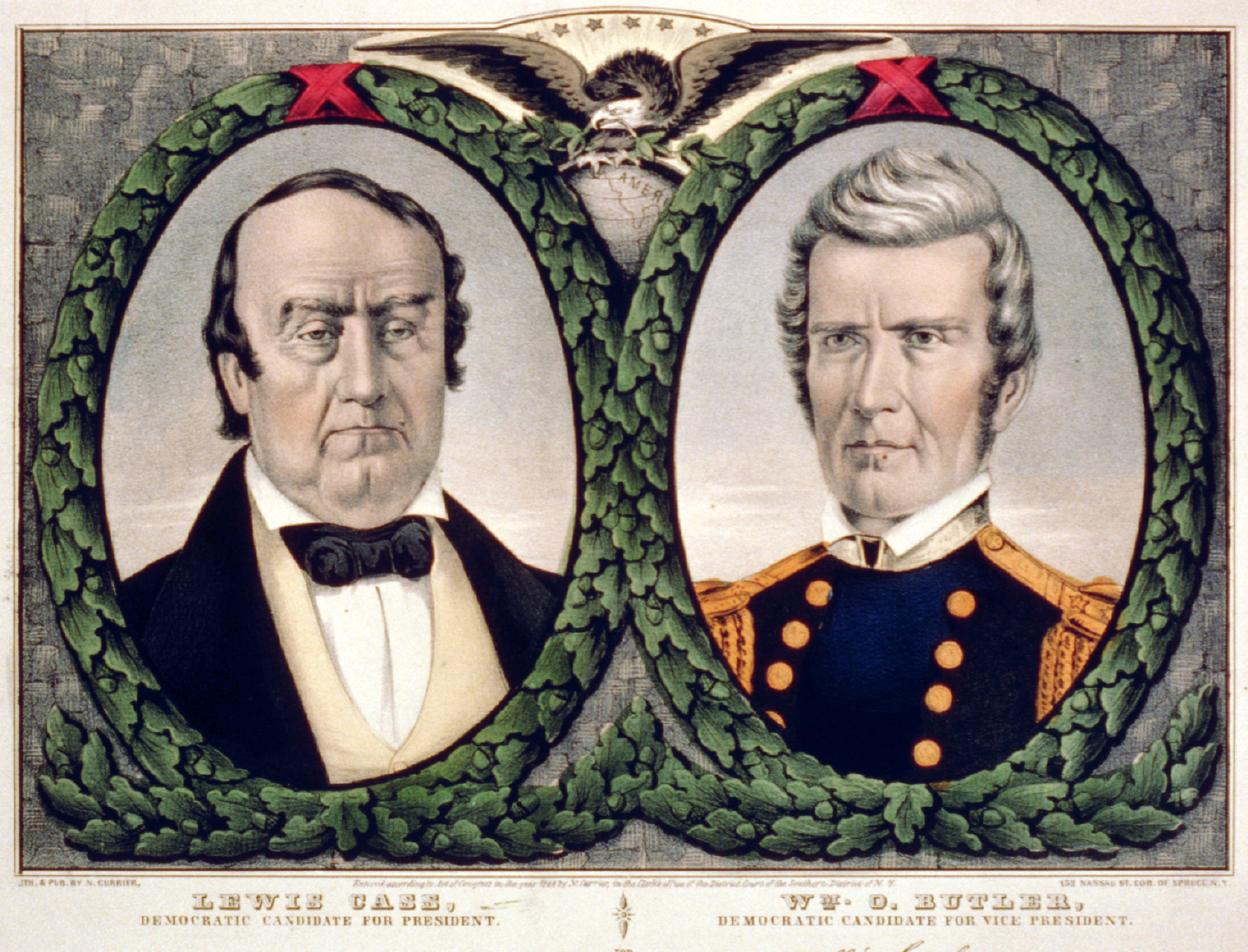
Poster der Demokraten zur Wahl 1848

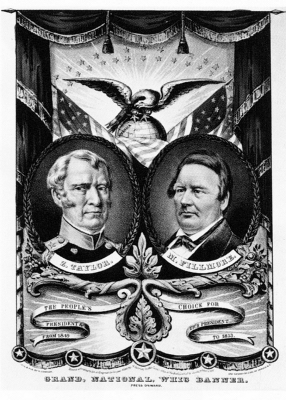
Wahlplakat der Whigs zur Präsidentschaftswahl 1848

Der Wahlkampf von 1848 wurde mit vergleichsweise wenig Polarisierung geführt. Ein zentrales Thema gab es nicht. Die Demokraten wiederholten ihre Forderungen aus früheren Kampagnen; wie beispielsweise ihre Opposition zur Gründung einer neuen Nationalbank. Auch sprachen sie sich für die Absenkung von Zöllen aus, während die Whigs, die traditionell die Interessen der Industrie in den Nordstaaten vertraten, einen eher protektionistischen Ansatz in der Wirtschaftspolitik verfolgten. Die Whigs versuchten insbesondere durch die Popularität ihres Kandidaten Zachary Taylor als Kriegsheld zu punkten. Daher nahmen sie auch zu kontroversen Themen keine Stellung.
Die Free Soil Party mit ihrem Kandidaten versuchte mit ihrer die Sklaverei ablehnenden Haltung potentielle Wähler der Demokraten im Nordosten und Mittelwesten für sich zu gewinnen. In den meisten Südstaaten waren sie überhaupt nicht auf dem Wahlzettel. Zwar wäre auch mit den Wahlmännern aus den 17 Bundesstaaten, in denen sie antraten, ein Wahlsieg möglich gewesen, doch wurde dies aufgrund der strukturellen Schwäche als äußerst unwahrscheinlich angesehen.

## Ergebnis
Erstmals in der amerikanischen Geschichte fand die Präsidentschaftswahl landesweit an ein und demselben Tag statt. Die Einzelstaaten, in deren Zuständigkeit das Wahlrecht fällt, hatten ihren Wahltermin auf den Dienstag nach dem ersten Montag im November gelegt. Damit fiel der Wahltermin auf den 7. November 1848. Taylor konnte die Wahl für seine Partei gewinnen, was den zweiten und zugleich letzten Sieg der Whigs bei einer Präsidentschaftswahl bedeutete. Er vereinte bei den Stimmen im Volk 47,3 Prozent der Stimmen auf sich; für Cass sprachen sich 42,5 Prozent der Wähler aus. Mit 10,1 Prozent war Van Buren abgeschlagener Dritter. Da er in keinem Bundesstaat eine Mehrheit der Stimmen erlangte, erhielt er auch im Electoral College keine Stimme. Taylor konnte mehrere bevölkerungsreiche Schlüsselstaaten wie New York und Pennsylvania gewinnen. Auch im zu jener Zeit traditionell demokratisch wählenden Süden gelang ihm der Sieg in manchen Staaten; andererseits errang Cass in einigen nördlichen Staaten eine Mehrheit, wie beispielsweise Ohio und Illinois. Beide verbuchten am Ende in je 15 Bundesstaaten eine Mehrheit – ein solcher Gleichstand an Bundesstaaten wurde nur in zwei weiteren Präsidentschaftswahlen erreicht (1880 und 2020). Da jedoch Taylors Staaten meist bevölkerungsreicher waren und damit in Summe mehr Wahlmänner zu vergeben hatten, konnte er mit 163 zu 127 Stimmen die Wahl für sich entscheiden und im März 1849 das Präsidentenamt antreten.
| Kandidat         | Partei   | Partei     | Stimmen   | Stimmen | Wahlmänner |
| Kandidat         | Partei   | Partei     | Anzahl    | Prozent | Wahlmänner |
| ---------------- | -------- | ---------- | --------- | ------- | ---------- |
| Zachary Taylor   |          | Whig       | 1.361.393 | 47,3 %  | 163        |
| Lewis Cass       |          | Demokraten | 1.223.460 | 42,5 %  | 127        |
| Martin Van Buren |          | Free Soil  | 291.501   | 10,1 %  | —          |
| Sonstige         | Sonstige | Sonstige   | 2.830     | 0,1 %   | —          |